# Sergio Marabolí
Sergio Rodrigo Marabolí Triviño (1974) es un periodista y productor chileno. Fue director del periódico La Cuarta entre 2010 y 2021. 

## Biografía
Se inició en los medios en la Agencia UPI. Posteriormente, en 1996, trabajó en Las Últimas Noticias, donde se desempeñó como reportero policial.
En 1999 llega a La Tercera de Copesa como reportero de la Edición Nocturna, Policía y Tribunales. En 2003 donde es ascendido como subeditor nocturno. En 2005 queda a cargo de la Edición Nocturna, y en 2010 llega al diario La Cuarta, también de Copesa como director del periódico. Terminó su período en febrero de 2021 con el cierre del periódico impreso. Desde 2018 hasta 2020 también fue director del diario La Hora, de circulación gratuita y el cual también es parte de los periódicos del Grupo Copesa. 
En octubre de 2018 lanzó el libro Rubia de los Ojos Celestes, biografía no autorizada de la modelo chilena María Eugenia Larraín, el cual entró a la categoría best seller a una semana de su publicación.
Es director de la Agencia de Comunicaciones y Productora PrimeMedia, ejerce la docencia en la Facultad de Periodismo de la Universidad Bernardo O'Higgins. En 2021 adquirió, tras una negociación con Copesa, el diario La Hora, el cual ahora funciona como un medio digital y del cual es su director hasta estos días.
En 2023 incursiona en el mundo de la televisión, como panelista del programa Sígueme de TV+. En 2024 se convierte en Editor General en el programa de espectáculos Only fama, de Mega.